# Karaçoban
Karaçoban (türkisch für schwarzer Hirte; kurdisch Qereçoban) ist eine Stadt im gleichnamigen Landkreis der türkischen Provinz Erzurum und gleichzeitig ein Stadtbezirk der 1993 geschaffenen Büyükşehir belediyesi Erzurum (Großstadtgemeinde/Metropolprovinz).

## Geschichte
Bis Anfang des 20. Jahrhunderts war Karaçoban ein armenischer Ort. Heute stellen Kurden die Bevölkerungsmehrheit in Karaçoban dar. Daneben leben hier auch einige, in den 1930er Jahren angesiedelte Türken aus Zentralanatolien und der Provinz Ordu. Außerdem leben Osseten im Mahalle Budaklı.
Bir zur Verwaltungsreform 2013/2014 war Karaçoban in folgende 9 Stadtteile gegliedert:
Akarsu Mahallesi, Bağlar Mahallesi, Bahçeli Mahallesi, Erhanlar Mahallesi, Güvendik Mahallesi, Hacılar Mahallesi, Kavaklı Mahallesi, Sarıveli Mahallesi und Seyhan Mahallesi.
Dazu gehörten folgende 19 Dörfer:
Akkayak, Binpınar, Bozyer, Budaklı, Burnaz, Çatalgül, Dedeören, Doğanbey, Duman, Erenler, Gündüzköy, Karagöz, Karaköprü, Karmış, Kırımkaya, Kuşluca, Marufköy, Molladavut und Ovayoncalı.
Heute ist Karaçoban in 27 Mahalle gegliedert.

## Geographie
Der Landkreis Karaçoban ist mit einer Fläche von 571 km² der zweitkleinste Landkreis der Provinz.

Der Bezirk befindet sich im Osten Anatoliens und liegt in der Nähe des Vansees. Karaçoban ist 182 km von der Stadt Erzurum entfernt. Es grenzt im Westen an den Landkreis Hınıs, im Norden an Karayazı und im Süden an die  Provinz Muş.

## Bevölkerung
Ende 2020 lag İspir mit 23.610 Einwohnern auf dem 10. Platz der bevölkerungsreichsten Landkreise in der Provinz Erzurum. Die Bevölkerungsdichte liegt mit 41 Einwohnern je Quadratkilometer über dem Provinzdurchschnitt (30 Einwohner je km²).

## Politik
1964 wurde ein kleines Verwaltungszentrum gegründet. Der 1949 in Hinis geborene Alican Kocakaya (CHP) ist Leiter der Verwaltung Karaçobans.